# Amenemhatanh (vezír)
Amenemhatanh (ỉmn-m-ḥ3t-ˁnḫ, „Amenemhat él”) ókori egyiptomi vezír és kincstárnok volt  a középbirodalom idején.
Csak egy rózsaszín gránitból készült, törött álajtóról ismert, a töredékeken szerepel neve, két címe („hivatalnok” és „vezír”), valamint a hagyományos áldozati formula eleje. Az álajtó lelőhelye ismeretlen, de lehetséges, hogy Jacques de Morgan találta dahsúri ásatásai során, a 19. században. Egy árverés katalógusában jelent meg 1996-ban, majd 2015-ben újra felbukkant a műkincspiacon.
Amenemhatanh neve bazilofór név, jelentése „Amenemhat [király] él”; az Amenemhat név kártusban szerepel, ami királyi előjognak számított. Ebből arra lehet következtetni, hogy Amenemhatanh legkorábban a XII. dinasztia idején élhetett, mert a legkorábbi, ismert Amenemhat nevű uralkodók ekkor éltek.

## Fordítás
- Ez a szócikk részben vagy egészben  az   Amenemhatankh (vizier) című angol Wikipédia-szócikk ezen változatának fordításán alapul.  Az eredeti cikk szerkesztőit annak laptörténete sorolja fel. Ez a jelzés csupán a megfogalmazás eredetét és a szerzői jogokat jelzi, nem szolgál a cikkben szereplő információk forrásmegjelöléseként.